# 중동의 종교
중동의 종교에 대한 문서이다.
약 천년 동안 아브라함 종교는 중동 전역에 걸쳐 지배적이었다. 아브라함 전통 자체와 가장 잘 알려진 세 가지 아브라함 종교는 중동에서 유래했다. 유대교와 기독교는 각각 기원전 6세기와 기원후 1세기에 레반트에서 나타났고, 이슬람교는 기원후 7세기에 아라비아반도에서 나타났다.
오늘날 이슬람은 이 지역의 지배적인 종교로, 유대인이 다수인 이스라엘, 종교적으로 다양한 레바논, 기독교가 다수인 키프로스를 제외한 모든 중동 국가 인구의 최소 90%가 신봉하고 있다. 무슬림은 전체 이스라엘 인구의 18%, 레바논 인구의 약 45%(추정치는 다양함), 전체 키프로스 인구의 25%를 차지하며, 북키프로스를 이 수치에서 제외할 경우 약 2%를 차지한다.
중동에는 아브라함 전통이나 이란 종교와 같은 다른 종교 범주에 속하는 다수의 소수 종교가 존재한다. 여기에는 바하이교, 드루지교, 바비교, 야지디교, 영지주의, 라스타파리교, 만다이교, 마니교, 야르산교, 사마리아교, 이시키교, 알리일라교, 야즈다교, 사비아교, 샤바키교, 조로아스터교가 포함된다. 현대 중동의 종교 관습은 압도적으로 일신교적인 반면, 셈족 종교, 이집트 종교, 그리스 종교 및 다양한 이란 종교를 포함하여 이 지역의 고대 전통 대부분은 다신교였다.

## 같이 보기
- 고대 근동의 종교